# Хаджіїте
Хаджі́їте (болг. Хаджиите) — село в Бургаській області Болгарії. Входить до складу общини Карнобат.

## Населення
За даними перепису населення 2011 року у селі проживали 263 особи.
Національний склад населення села:
| Національність   | Кількість осіб | Відсоток |
| ---------------- | -------------- | -------- |
| турки            | 184            | 70,0%    |
| болгари          | 63             | 24,0%    |
| цигани           | 13             | 4,9%     |
| Всього відповіли | 263            |          |

Розподіл населення за віком у 2011 році:
Динаміка населення: